# Xã Norway, Quận Humboldt, Iowa
Xã Norway (tiếng Anh: Norway Township) là một xã thuộc quận Humboldt, tiểu bang Iowa, Hoa Kỳ. Năm 2010, dân số của xã này là 371 người.